# Suzanne Lemaire
Suzanne Lemaire, dite « Suzette » (1866-1946), est une aquarelliste et peintre sur soie de motifs floraux.

## Biographie
Suzanne Lemaire naît le 21 mars 1866 dans le 8e arrondissement de Paris. Elle est la fille de Madeleine Lemaire née Colle et de Casimir Louis Philippe Lemaire, et la petite-nièce de Jeanne-Mathilde Herbelin. Dès l'enfance, Suzette peint des fleurs sur soie . Elle habite au 31, rue de Monceau. Sur la photo citée en référence, on la voit debout à côté de Madeleine Lemaire. 
Chaplin (en 1882), Edouard Manet, Jacques Emile Blanche, Madeleine Lemaire et sa grand-tante Jeanne Herbelin réalisent son portrait. 
Elle échange une correspondance suivie avec le compositeur Reynaldo Hahn, et avec l'écrivain Marcel Proust. À la disparition de sa mère en 1928, Suzette Lemaire abandonne la rue de Monceau et demeure jusqu'à sa mort au château de Réveillon dans la Marne.

## Œuvres

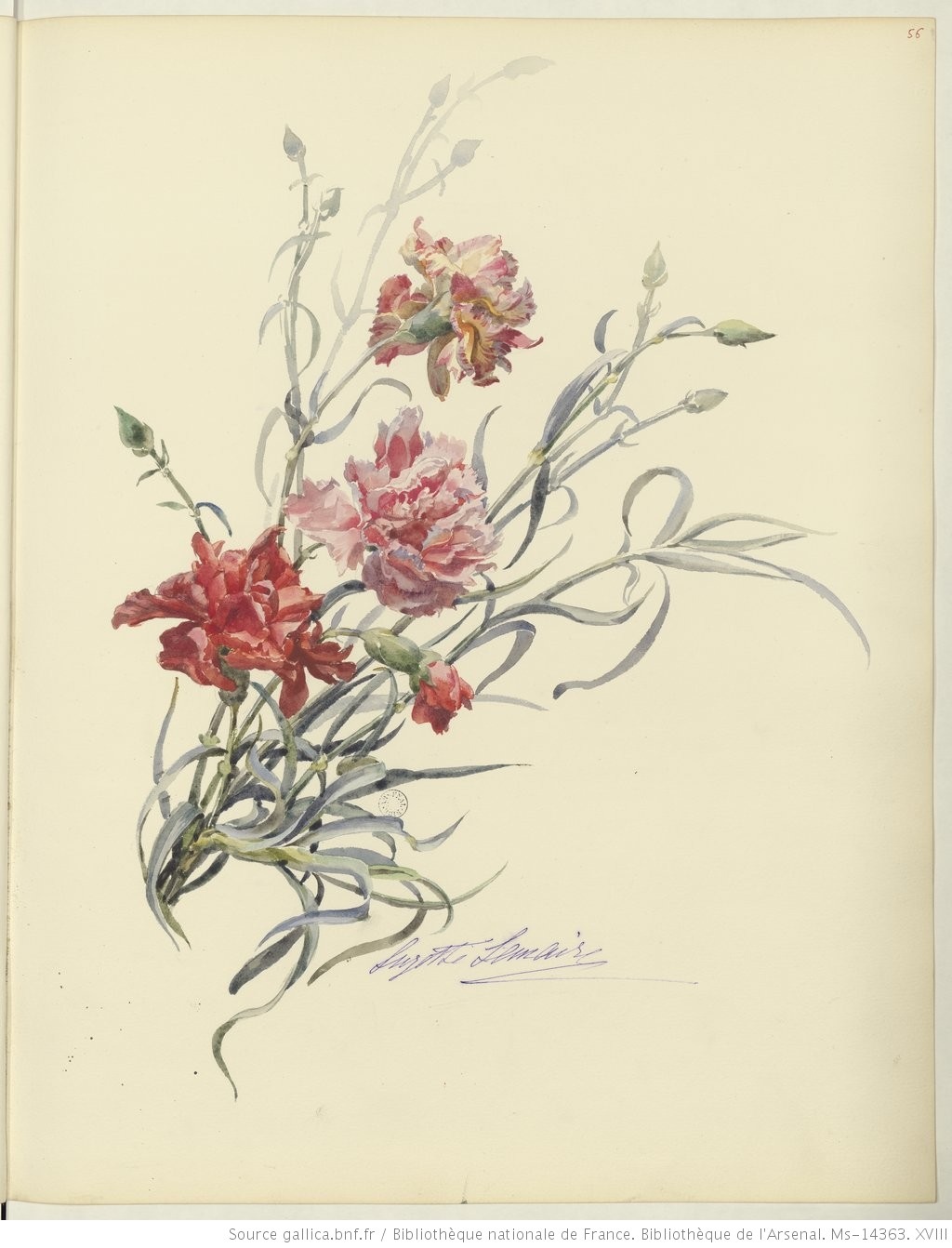
Aquarelle, dans l'album de Louise de Heredia.
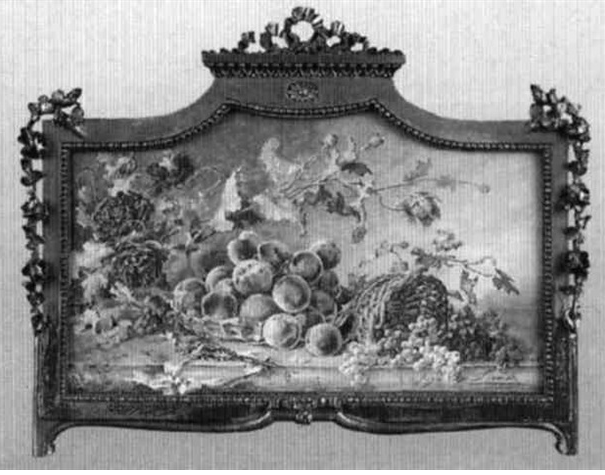
Nature morte aux fruits.
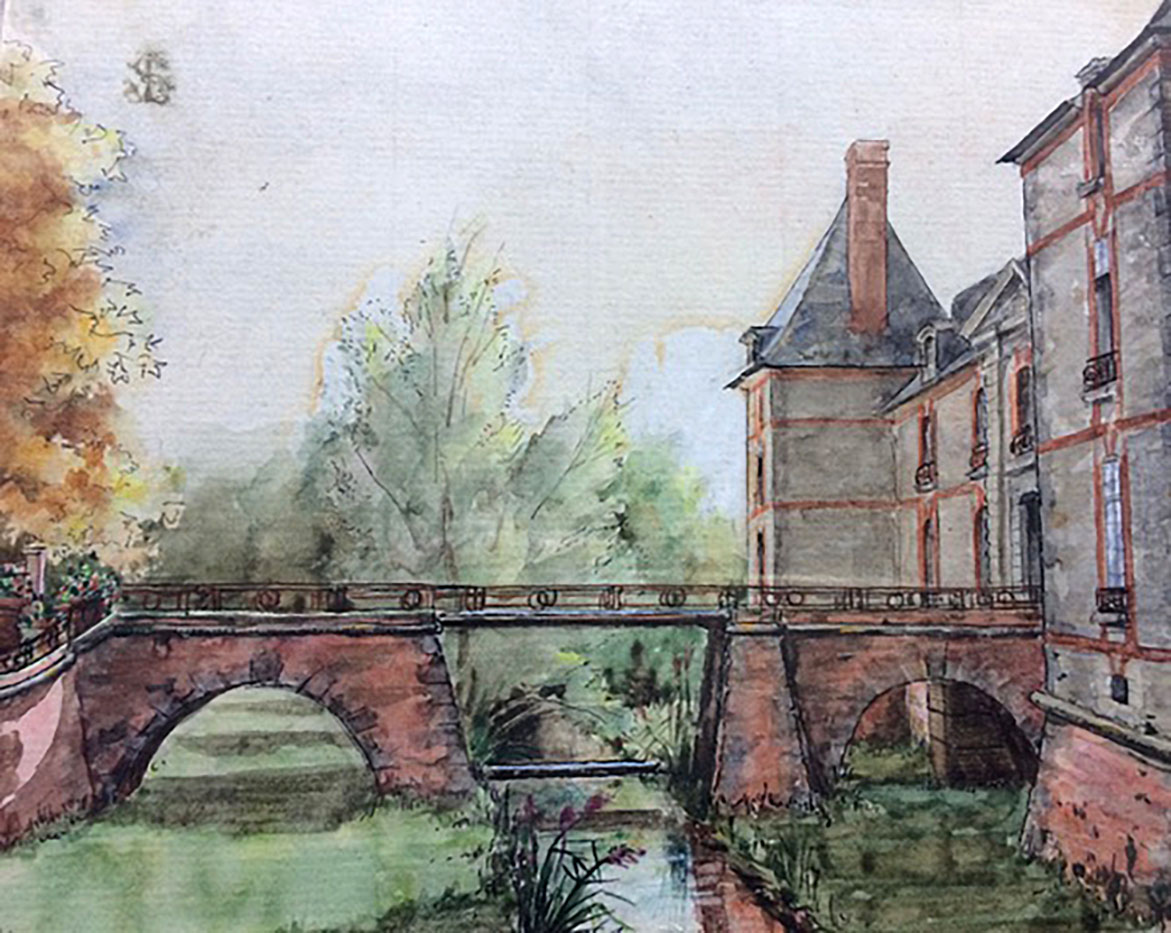
Château de Réveillon.
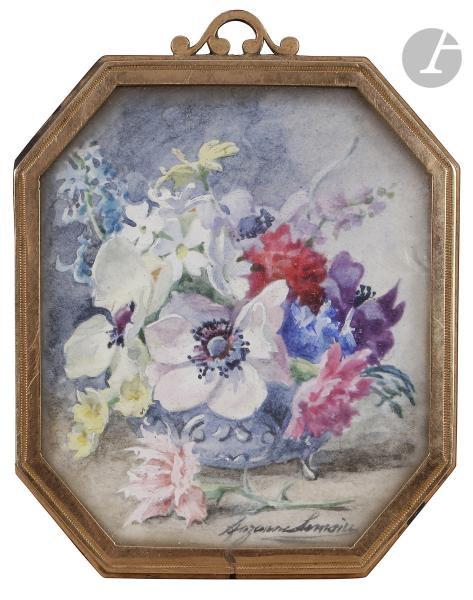
Miniature rectangulaire à pans d’un bouquet de fleurs.
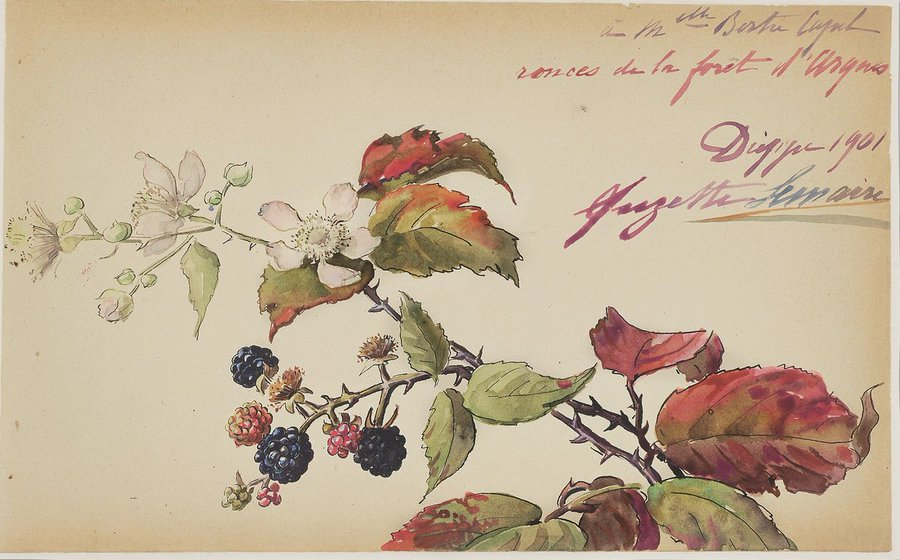
Ronces de la forêt d'Argens.
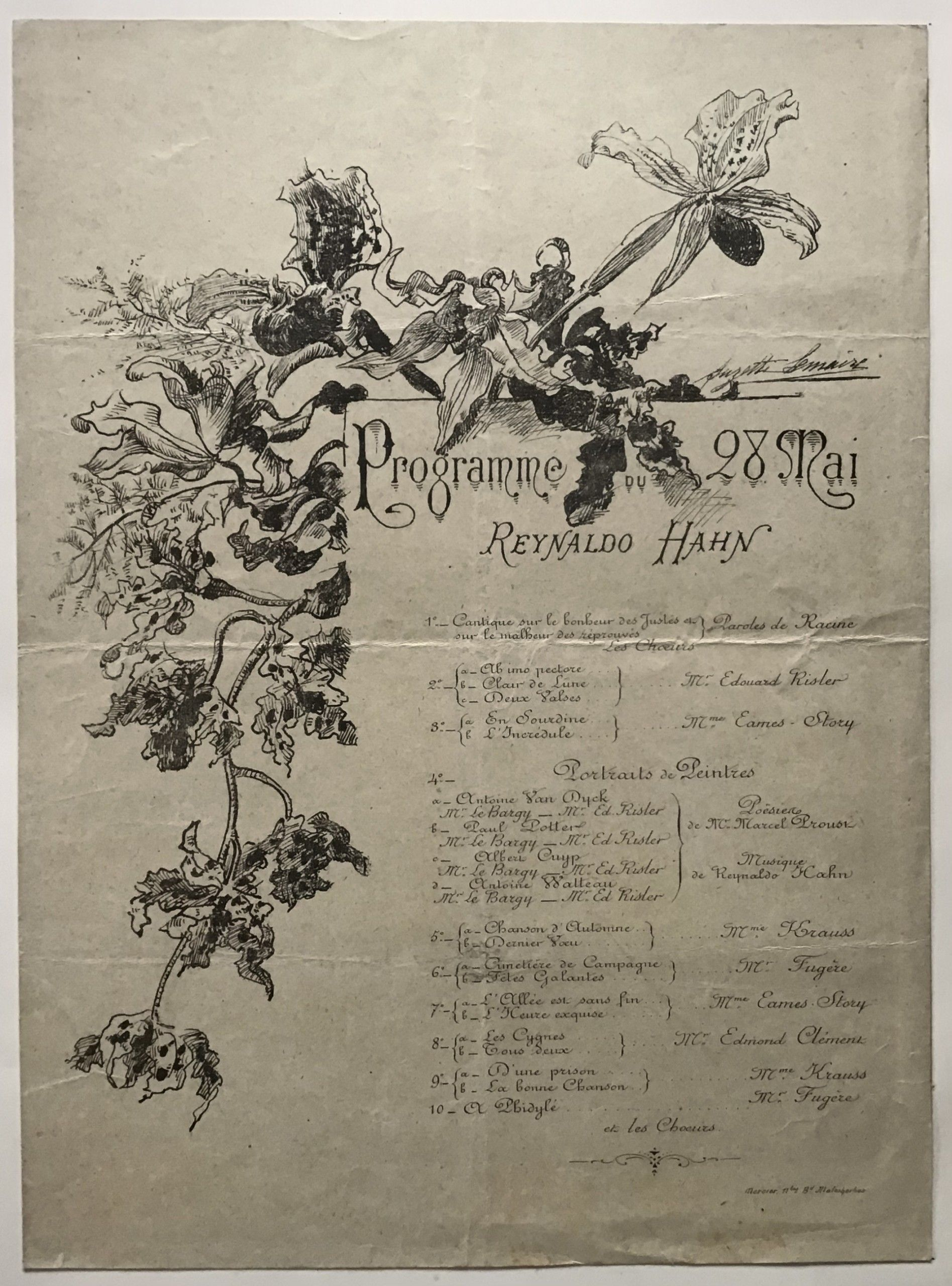
Programme du 28 mai 1895 : récital de Reynaldo Hahn, orné d'une aquarelle de Suzanne Lemaire.

"Les aquarellistes français...ont prié mademoiselle Suzette Lemaire de décorer leur pavillon à l'Exposition universelle de 1889",  "Les fleurs très réussies de Mme Claire Lemaître et celles dont Mlle Suzanne Lemaire orne avec un goût discret de frêles bibelots" "Mlle Suzanne Lemaire expose dans la même salle de la galerie Georges-Petit deux séries de gouaches dont la première est inspirée des Nymphéas du Petit Palais. Dans la seconde série on goûtera la gouache intitulée Dans la roseraie où il ne manque que la figure surannée du bonhomme Redouté peignant des roses. À ces gouaches Mlle Lemaire a joint quelques bijoux délicats et de jolies bonbonnières. " 

## Postérité
- Portrait de Suzanne Lemaire à dix - huit ans, par sa grand-tante Jeanne Mathilde Herbelin ; Mademoiselle Suzette Lemaire de profil, par Édouard Manet ; Portrait au pastel par Jacques-Émile Blanche   1889[13]
- Une rue de Réveillon porte son nom.